# Tarannà
Tarannà és un grup musical català liderat pel saxofonista i compositor Sisu Coromina que combina elements del rock progressiu, el free jazz, les músiques tradicionals i la improvisació lliure. El 2013 el grup deixa la seva activitat d'assajos i composició regular. Puntualment ofereixen concerts d'improvisació lliure i conduïda.

## Discografia
- Senyals de vida (2007, Bankrobber)
- Pintades d'amor i de guerra (2009, Bankrobber)
- Oda al folklore (2011, Cooperativa Integral Catalana/Bestiar Netlabel)
- L'era d'Aquari (2013, Cooperativa Integral Catalana/Bestiar Netlabel)